# Jonathan Ross (Politiker)

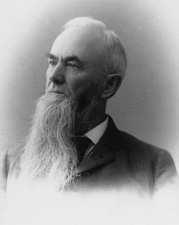
Jonathan Ross

Jonathan Ross (* 30. April 1826 in Waterford, Caledonia County, Vermont; † 23. Februar 1905 in St. Johnsbury, Vermont) war ein US-amerikanischer Jurist und Politiker (Republikanische Partei), der den Bundesstaat Vermont im US-Senat vertrat.

## Leben
Nach dem Schulbesuch graduierte Ross 1851 am Dartmouth College. Er war von 1851 bis 1856 Leiter zweier High Schools in Chelsea und Craftsbury. Nach abgeschlossenem Jura-Studium erhielt er 1856 seine Zulassung als Anwalt; er begann in St. Johnsbury zu praktizieren. Von 1862 bis 1863 war er Staatsanwalt im Caledonia County; von 1866 bis 1870 gehörte er der Schulbehörde des Staates (Board of Education) an. Ab 1870 war Ross Richter am Vermont Supreme Court; von 1890 bis 1899 hatte er dessen Vorsitz als Chief Justice inne.
Ross war zweimal verheiratet. Mit seiner ersten Frau Eliza Ann Carpenter, die er 1852 heiratete, hatte er acht Kinder. Einige Jahre nach ihrem Tod vermählte er sich 1886 mit Helen Daggert. Auf dem Mount-Pleasant-Friedhof in St. Johnsbury sind beide Frauen an seiner Seite beigesetzt.

## Politik
Als Mitglied der Republikanischen Partei wurde Ross 1865 ins Repräsentantenhaus von Vermont gewählt, dem er bis 1867 angehörte; im Jahr 1870 war er Mitglied des Staatssenats. Fast 30 Jahre später nahm er seine politische Tätigkeit wieder auf, als er in Nachfolge des verstorbenen Justin Smith Morrill von seiner Partei zum US-Senator berufen wurde. Dies blieb er bis zum Oktober 1900. Für eine Wiederwahl ließ er sich nicht aufstellen. Im Senat war er Vorsitzender des für den Öffentlichen Dienst zuständigen Ausschusses.

## Nach der Politik
Nach seiner Zeit im Senat war Ross von 1900 bis 1902 Vorsitzender des Gremiums der Staatseisenbahn-Dezernenten.